# Lacus Veris

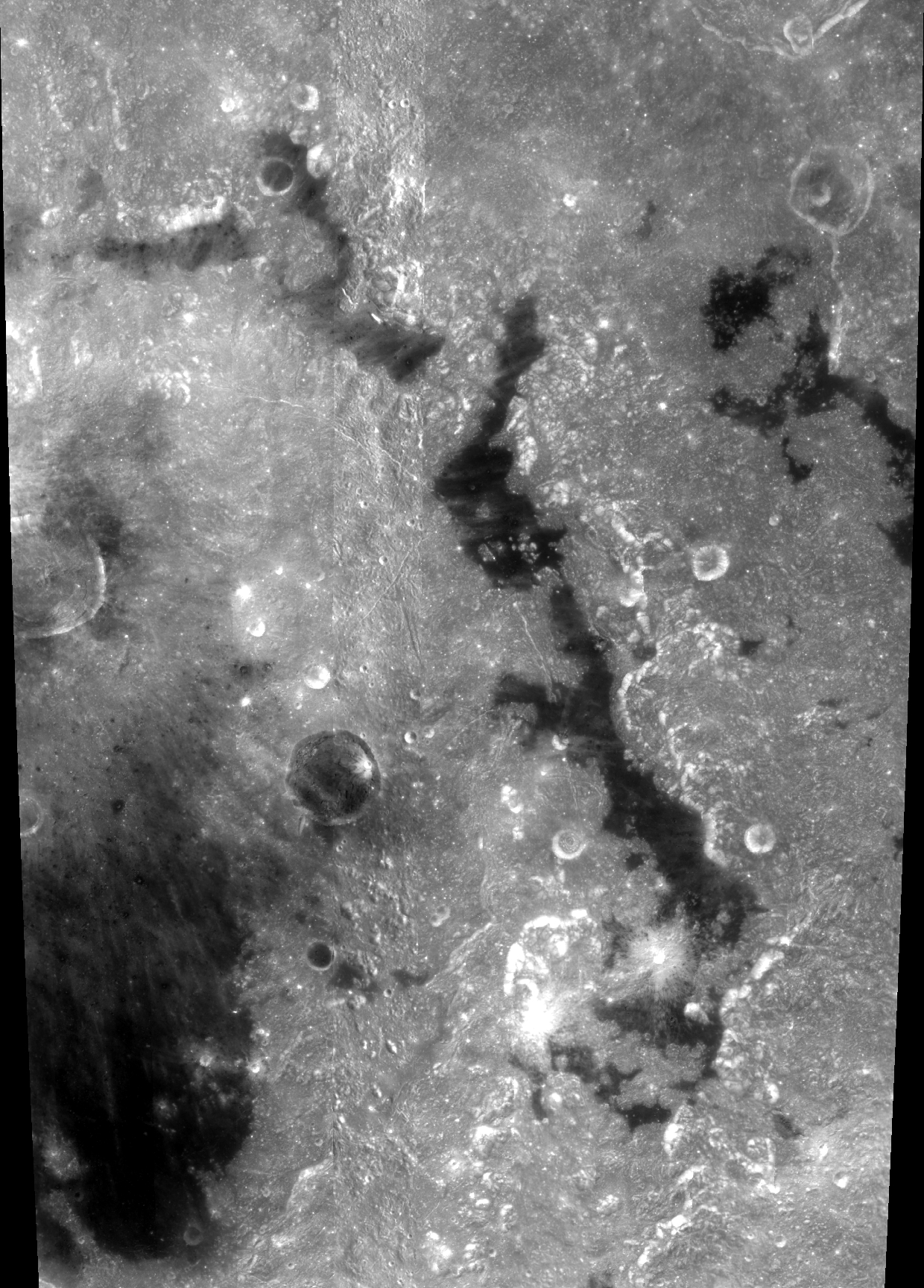
Lacus Veris

Lacus Veris (łac. Jezioro Wiosny) – to małe morze księżycowe. Jego współrzędne selenograficzne to 16,5° S, 86,1° W, a średnica wynosi 396 km. Nazwa została zatwierdzona przez Międzynarodową Unię Astronomiczną w roku 1970.